# 西林恩
西林恩（英語：West Linn）是美國位於奧勒岡州克拉克默斯縣的城市，座落奧勒岡州第一大城波特蘭的南部郊區，从林恩城旧址上发展而来。根据美國2000年人口普查，當地人口为27,373 人。